# Домашний пёс
«Домашний пёс» (англ. Family Dog) — американский мультсериал 1993 года.
Исполнительными продюсерами телесериала выступили Стивен Спилберг, Тим Бёртон и Деннис Клейн.	
Первая история о Собачке, мультфильм «Собачье шоу» (англ. Show Dog) первоначально входила в телевизионную антологию Стивена Спилберга «Удивительные истории», выходившую на канале NBC в 1985—1987 годах. «Собачье шоу» — один из самых популярных эпизодов «Удивительных историй».
В США мультсериал транслировался каналом CBS. Продолжение «Собачьего шоу» не выдержало сравнения с оригиналом, и телеканал CBS отказался от трансляции после второго эпизода. Мультсериал был продан другим телеканалам, и впоследствии также полностью вышел на различных видеоносителях.
Мультсериал впервые был показан по российскому телевидению под названием «Собачья жизнь» на Первом канале в рамках передачи «Ночная смена» в 2002 году. Также транслировался на телеканале «2x2» под названием «Домашний любимец».

## Сюжет
Жизнь Бинфордов, обычной семьи из пригорода, показана глазами их домашней собачки по имени Собачка.

## В ролях
- Мартин Малл — Скип Бинсфорд
- Молли Чик — Бев Бинсфорд
- Дэнни Манн — Собачка
- Зак Хакстейбл Эпштейн — Билли Бинсфорд
- Касси Коул — Баффи Бинсфорд
- Брюс МакГилл — Мартин Махоуни
- Дианна Оливер — Триш Махоуни
- Чарльз Адлер
- Мэри Кей Бергман
- Дэн Гилвезан
- Аарон Ластиг

## Эпизоды

### Собачье шоу (англ.Show Dog)
Дата выхода в эфир — 23 июня 1993 года.

### Собачий зоопарк (англ.Hot Dog at the Zoo)
Дата выхода в эфир — 23 июня 1993 года.

### Собачья подружка (англ.Doggone Girl Is Mine)
Дата выхода в эфир — 30 июня 1993 года.

### Собачий враг (англ.Enemy Dog)
Дата выхода в эфир — 7 июля 1993 года.

### Глаза воробья (англ.Eye on the Sparrow)
Дата выхода в эфир — 7 июля 1993 года.

### Зов природы (англ.Call of the Mild)
Дата выхода в эфир — 7 июля 1993 года.

### Собачьи деньки (англ.Dog Days of Summer)
Дата выхода в эфир — 21 июля 1993 года.

### Собачья вечеринка (англ.Party Animal)
Дата выхода в эфир — 21 июля 1993 года.

### Собачка потерялась (англ.Family Dog Goes Homless)
Дата выхода в эфир — 28 июля 1993 года.

### Собачка в болезни и здравии (англ.Family Dog Gets Good and Sick)
Дата выхода в эфир — 28 июля 1993 года.

## Интересные факты
- В первом эпизоде Собачка говорит голосом своего создателя Брэда Бёрда.
- Тим Бёртон участвовал в разработке анимационных персонажей для телесериала.
- На основе мультсериала была создана игра для Super Nintendo.